# Verhivnea, Rujîn
Verhivnea (în ucraineană Верхівня) este localitatea de reședință a comunei Verhivnea din raionul Rujîn, regiunea Jîtomîr, Ucraina.

## Demografie
Componența lingvistică a localității Verhivnea
     Ucraineană (99,35%)
     Alte limbi (0,56%)
Conform recensământului din 2001, majoritatea populației localității Verhivnea era vorbitoare de ucraineană (99,35%), existând în minoritate și vorbitori de alte limbi.